# 邢鳳毛
邢鳳毛（1544年—？），字世美，號玄山、舜羽，陝西西安府咸寧縣（今屬西安市）人，明朝政治人物。

## 生平
隆慶四年（1570年）庚午科陝西鄉試第三名，隆慶五年（1571年）辛未科進士。都察院觀政，初授山西榆次縣知縣，六年调任山东掖县知县，萬曆二年（1574年）致仕。

## 家族
曾祖父邢簡，曾任通議大夫戶部右侍郎；祖父邢謙亨，奉祠副；父邢寶，州吏目。母吉氏。慈侍下。弟鳳儀、鳳禎、鳳祥。